# Willem Silvius

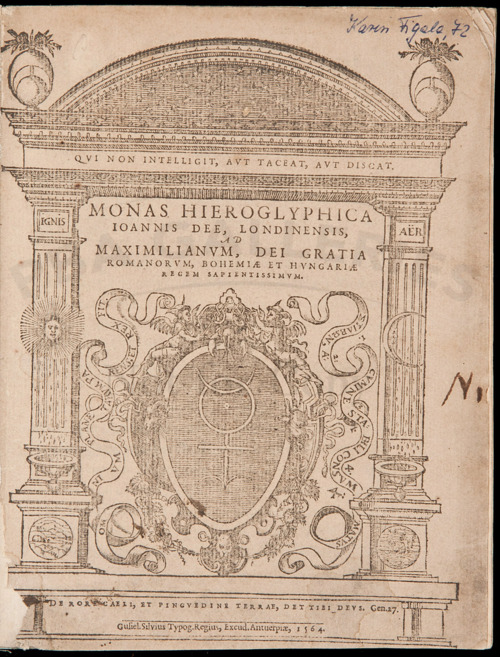
Frontispice van de 'Monas Hieroglyphica' door John Dee, gedrukt door Willem Silvius te Antwerpen, 1564.

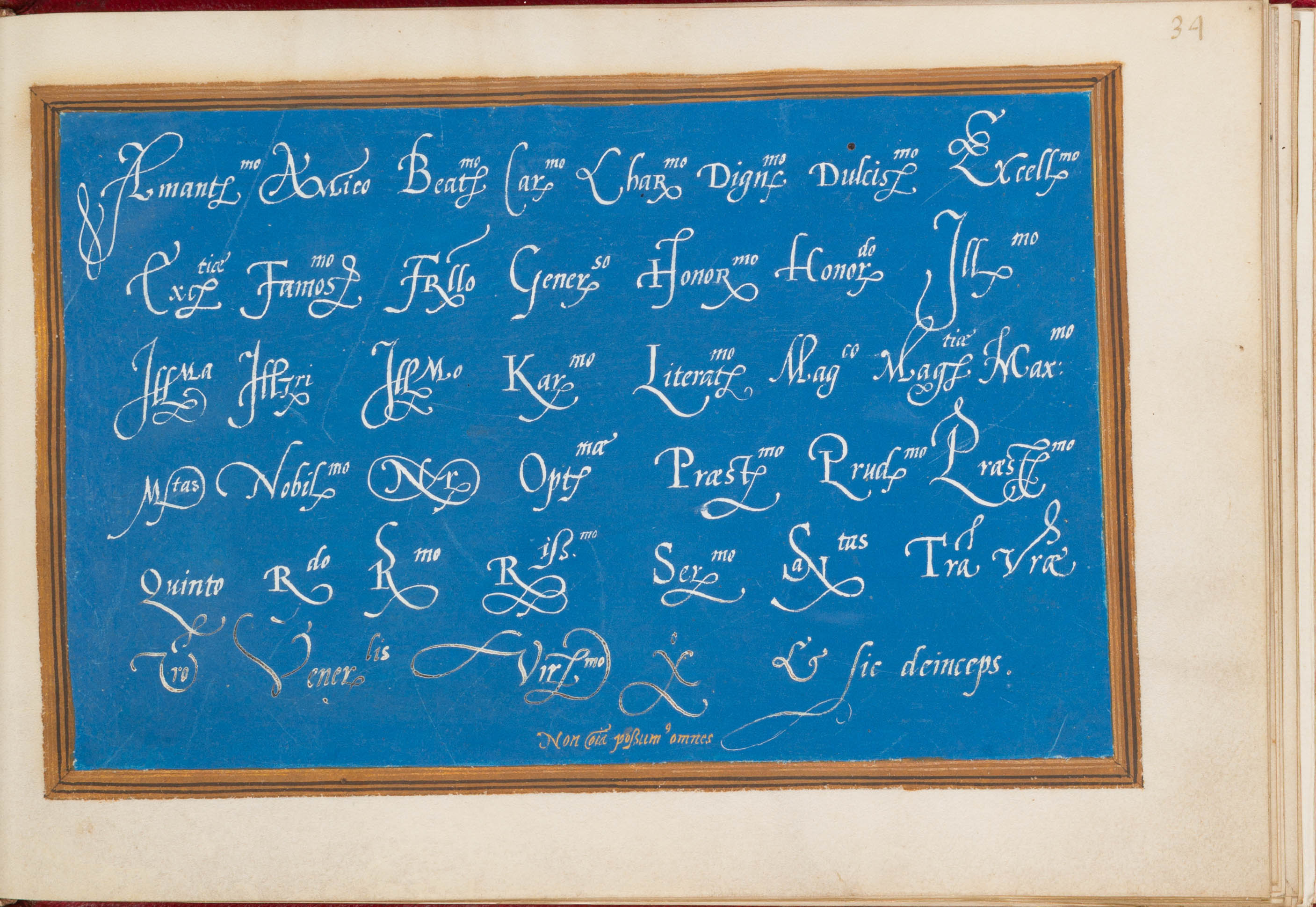
Bladzijde uit het schrijfboek van Willem Silvius (c.1550-1562)

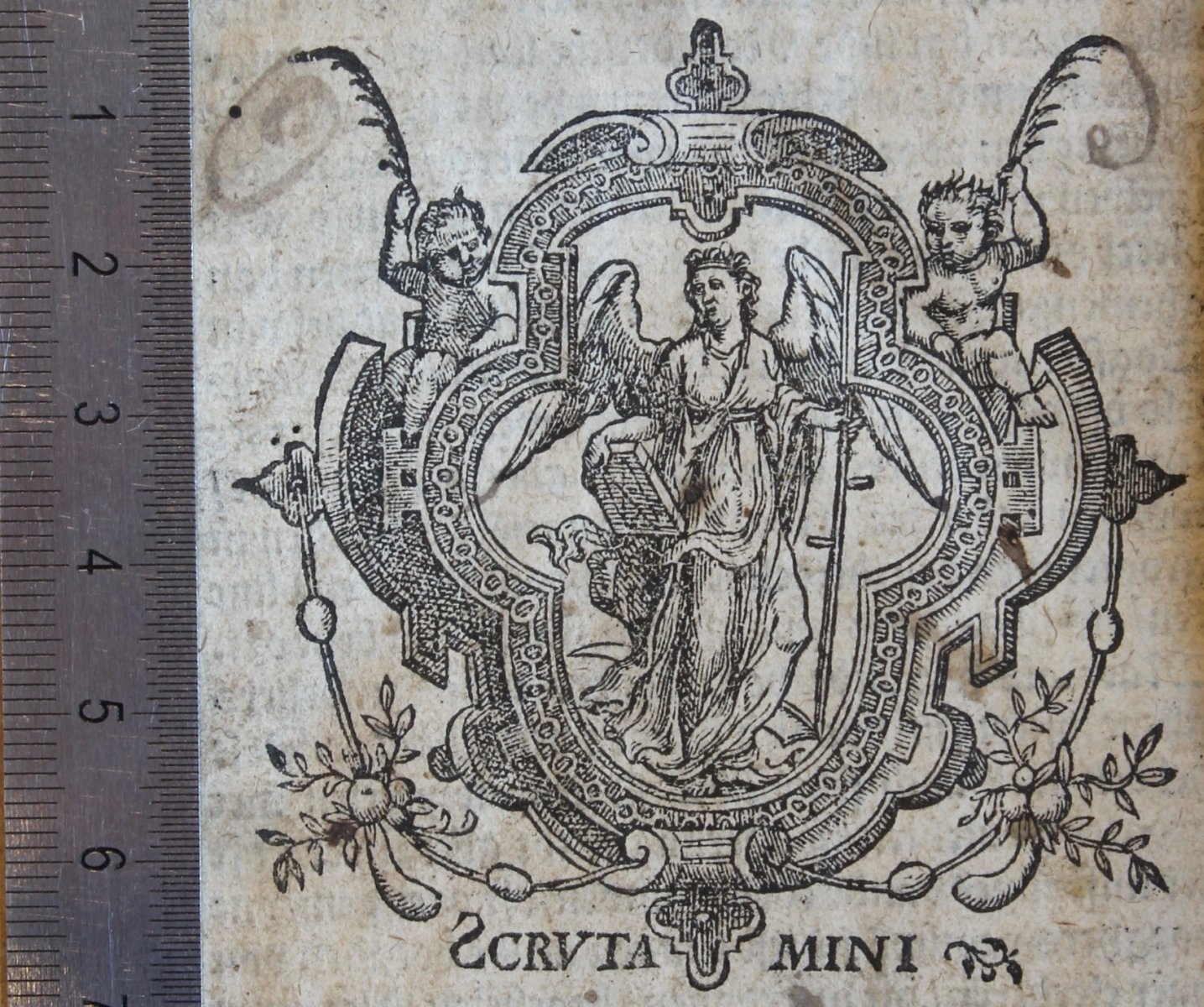
Drukkersmerk van Willem Silvius, uit Olaus Magnus: De wonderlijcke historie vande noordersche landen (1562), Openbare Bibliotheek Brugge GGB374 (f. 2O7 verso)

Willem Silvius (ook als Willem Sylvius, Guill. Sylvius, Willem Verwilt, Gulielmus Silvius Buscoducensis vermeld)( 's-Hertogenbosch ca. 1520 - Leiden 1580) was een uitgever, boekhandelaar en drukker te Antwerpen en later academiedrukker in Leiden.

## Loopbaan
Kort na zijn afstuderen in 1558 aan de Universiteit van Leuven vestigde Silvius zich te Antwerpen. In de winter van 1559/1560 opende hij in de omgeving van de huidige Kammenstraat zijn boekwinkel "In den Gulden Engel". Eerder al, op 6 mei 1558, verkreeg hij een drukkerslicentie. Silvius was na Christoffel Plantijn de belangrijkste boekdrukker/uitgever in de Zuidelijke Nederlanden tussen 1559 en 1575. Toen op 28 april 1562 het hele bezit van Plantijn, inclusief zijn complete drukkerij, op last van schuldeisers werd geveild op de Vrijdagmarkt kocht Silvius - met een grote lening van de stad Antwerpen- een groot deel van Plantijns drukkersmateriaal en letters. Hierdoor kon hij zijn eigen drukkerij beginnen.  Hij kreeg het recht zich "drucker der Conincklijcker Majesteyt" te noemen, en voerde ook onder andere het predicaat "Typographus Regii".  In 1561 werd hij toegelaten als meesterdrukker bij het Antwerpse Sint-Lucasgilde.
Op 8 juni 1577 werd Silvius aangesteld als drukker van de Staten van Holland en 'academiedrukker' van de in 1575 gestichte Universiteit van Leiden. Deze aanstelling was vermoedelijk te danken aan zijn vriendschap met Janus Dousa, die betrokken was bij de oprichting van deze oudste universiteit van Nederland. De Sdu (Staatsdrukkerij en Uitgeversbedrijf) ziet de benoeming van Willem Silvius tot 'staatsdrukker' als het begin van haar ontstaan.
Een opmerkelijke incident waarbij Silvius betrokken zou zijn geweest, betrof de overgang van de stad Breda naar de Prins van Oranje op 4 oktober 1577. Toevallig was Silvius in Geertruidenberg bij de Prins toen een bode werd aangehouden die met een brief van Don Juan onderweg was naar de belegerde stad. Silvius, die een vaardig kalligraaf was, vervalste het handschrift van Don Juan en herschreef het bericht, dat nu meldde dat alle hulp onmogelijk was. De verdediger van Breda geloofde het bericht en staakte daarop zijn verzet.

## Opvolging
Silvius overleed in 1580. Zijn vrouw en zoon Carel zette zijn werk nog enige tijd voort onder de naam 'Charles Silvius' en verzorgde onder meer de druk van het Plakkaat van Verlatinghe. Door schulden werd in 1582 het bedrijf geliquideerd en werd als academiedrukker te Leiden opgevolgd door Plantijn. De druk voor de Staten-Generaal werd overgenomen door Aelbrecht Hendricksz van Leuningen in Delft.

## Werken
Van Willem Silvius zijn bijna 190 drukken bekend, die veelal cultuur- en kunsthistorisch van grote betekenis zijn. Hij zorgde in 1567 onder andere voor de eerste druk van de befaamde "Descrittione di tutti i Paesi Bassi" van Ludovico Guicciardini. De eerste Nederlandstalige editie daarvan werd in 1612 gedrukt bij collega Willem Jansz Blaeu in Amsterdam. Het liedboek "Ecclesiasticus of de wijse sproken Iesu des soons Syrach" (1565) was een voorbeeld van een voor de muziekgeschiedenis belangrijke publicatie. Het betreft een bewerking in liedvorm van het apocriefe Bijbelboek Ecclesiasticus door Johan Fruytiers, een vroom calvinistische dichter die verbonden was aan de rederijkerskamer van Rijnsburg.
Een veelbesproken werk is ook de "Monas Hieroglyphica" van de Engelse esotericus John Dee (1527-1608), dat Silvius in 1564 drukte terwijl de schrijver Dee bij hem logeerde.